# Miloš Holaň (1949)
 Miloš Holaň (* 7. září 1949, Studénka) je bývalý český hokejový útočník a trenér. Jeho synem je bývalý hokejista a trenér Miloš Holaň.

## Hokejová kariéra
První krůčky začal na zamrzlých rybnících v okolí Studénky. V 60. letech se dostal do hokejového klubu TJ Vítkovice, se kterým vyhrál v roce 1966 dorosteneckou ligu. Povinnou vojenskou službu jsi odbyl v Dukle Trenčín, v roce 1971 se vrátil zpět do Vítkovic a vytvořil elitní útočnou formaci Stránský - Holaň - Neuvirth. V ročníku 1978/79 odehrál pět zápasů za československou reprezentaci v ligové soutěži WHA. Za Vítkovice hrál do roku 1982, poté zamířil na jednu sezonu do TJ Gottwaldov a kariéru zakončil ve slovenském klubu ZVL Žilina. Miloš Holaň starší reprezentoval Československo na mistrovství Evropy juniorů do 19 let v roce 1969, kde tým skončil na 3. místě. Po ukončení kariéry se věnoval trénování mladých hokejistů Vítkovic.

## Klubové statistiky
| Sezona    | Klub                 | Soutěž  | Základní část | Základní část | Základní část | Základní část | Základní část |
| Sezona    | Klub                 | Soutěž  | Z             | G             | A             | B             | TM            |
| --------- | -------------------- | ------- | ------------- | ------------- | ------------- | ------------- | ------------- |
| 1969/1970 | Dukla Trenčín        | 2. liga | -             | -             | -             | -             | -             |
| 1970/1971 | AŠD Dukla Trenčín    | 2. liga | -             | -             | -             | -             | -             |
| 1971/1972 | TJ VŽKG Ostrava      | 2. liga | -             | -             | -             | -             | -             |
| 1972/1973 | TJ VŽKG Ostrava      | 2. liga | -             | -             | -             | -             | -             |
| 1973/1974 | TJ VŽKG Ostrava      | 1. liga | -             | -             | -             | -             | -             |
| 1974/1975 | TJ VŽKG Ostrava      | 1. liga | -             | -             | -             | -             | -             |
| 1975/1976 | TJ VŽKG Ostrava      | 1. liga | -             | -             | -             | -             | -             |
| 1976/1977 | TJ Vítkovice         | 1. liga | -             | -             | -             | -             | -             |
| 1977/1978 | TJ Vítkovice         | 1. liga | 44            | 23            | 13            | 36            | 23            |
| 1978/1979 | TJ Vítkovice         | 1. liga | 44            | 26            | 14            | 40            | -             |
| 1978/1979 | Výběr Československa | WHA     | 5             | 1             | 0             | 1             | 0             |
| 1979/1980 | TJ Vítkovice         | 1. liga | 43            | 14            | 14            | 28            | 28            |
| 1980/1981 | TJ Vítkovice         | 1. liga | 44            | 17            | 19            | 36            | 6             |
| 1981/1982 | TJ Vítkovice         | 1. liga | 39            | 12            | 26            | 38            | -             |
| 1982/1983 | TJ Gottwaldov        | 1. liga | 43            | 17            | 12            | 29            | 28            |
| 1983/1984 | ZVL Žilina           | 2. liga | -             | -             | -             | -             | -             |

## Reprezentace
| Rok                       | Tým                       | Soutěž                    | Z | G | A | B | TM |
| ------------------------- | ------------------------- | ------------------------- | - | - | - | - | -- |
| 1969                      | ČSSR 19                   | MEJ                       | 5 | 3 | 6 | 9 | —  |
| Juniorská kariéra celkově | Juniorská kariéra celkově | Juniorská kariéra celkově | 5 | 3 | 6 | 9 | —  |